# Ruslan Khuchbarov
Ruslan Khuchbarov (også kendt under navnet "Obersten"[Polkovnik] og "Ali", "Rustam" og "Rasul"; 12. november 1972 – 3. september 2004) var en ingusjietisk terrorist, og lederen af gruppen der udførte terrorangrebet mod en skole i Beslan – en by i Nordossetien i det sydlige Rusland – hvor 334 civile blev dræbt, herunder 186 børn. Ruslan Khuchbarov blev selv dræbt af russiske sikkerhedsstyrker under den afsluttende storm på skolen.

## Liv
Ruslan Khuchbarov blev født i Galashki, Ingusjien. I 1996 var han flyttet til Orjol i det sydlige Rusland. I 1998 dræbte han to armenere der boede i Orjol over et skænderi om en kvinde. Efter at være sat på politiets liste over eftersøgte personer, besluttede han sig for at slutte sig til de islamiske terrorister der arbejdede ud fra Ingushjien og Tjetjenien. Han syntes da efterfølgende at have været involveret i bl.a. bombningen af et FSB kontor i Ingushjien der dræbte tre personer, en angreb på en gruppe russisk tropper uden for Galashki og angrebet på regeringsbygninger i Nazran i 2004 der dræbte 67 sikkerhedsstyrker og 2 civile.
Politiet lavede flere mislykkede forsøg på at arrestere ham. En gang da han besøgte hans kæreste i Nalchik, Kabardinian og igen i 2002 da han slap væk efter en ildkamp med politiet ved et busstoppested i Sleptsovskaja, Ingushjien og efter at have besøgt sin far i Galashki og måtte flygte ind i på en nærtliggende kornmark da politiet nærmede sig.
De overlevede gidsler beskrev ham som en kompetent men også sadistisk og kynisk terrorist. Da især børnene blandt gidslerne var ved at bukke under for manglen på vand i gymnastiksalens kvælende og indelukkede hede, nægtede han gentagne gange de russiske forhandleres tilbud om at bringe vand, mad og medicin med svaret: "Gidslerne vil have mad eller vand. De sultestrejker mod regeringen" – gidslerne var da i desperation begyndt at spise blomster og drikke urin. Han fortalte børnene blandt gidslerne at han ikke var kommet for at lave sjov og da børnene spurgte om lov til at gå på toilettet svarede han "Jeg er ikke din onkel. Jeg er en terrorist. Jeg kan ikke lade dig gøre hvad du vil. Jeg har også børn. Jeg er ikke kommet her for at lave sjov. Jeg er kommet her for at dræbe.".
Ifølge de russiske myndigheder blev Ruslan Khuchbarov dræbt af russiske sikkerhedsstyrker under stormen på skolen. Vedvarende rygter vil dog vide at han slap ud i live og sluttede sig til Sjamil Basajev i Tjetjenien.